# Manobia interrupta
Manobia interrupta es una especie de insecto coleóptero de la familia Chrysomelidae. Fue descrita en 1997 por Medvedev.